# Muursla
Muursla (Mycelis muralis) is een plant uit de composietenfamilie (Asteraceae). De hoofdjes op de vertakte stengels van deze plant zijn gewoonlijk slechts vijfbloemig. 
Mycelis is monotypisch: het geslacht bevat  één soort.

## Kenmerken
Muursla kan 20-100 cm hoog worden. 
De bloem is bleekgeel. Het hoofdje is ongeveer 1 cm in doorsnede. Het omwindsel is cilindrisch.
De hoofdjes bevinden zich op vertakte stengels en bloeien van juni of juli tot september.
De onderste bladeren zijn gesteeld en liervormig. Ze zijn veerdelig. De bovenste bladeren zijn stengelomvattend en hebben vaak een roze waas over zich. De bovenste bladeren zijn minder diep ingesneden dan de onderste.
Muursla draagt een nootje met een haarkroon.
Hij wordt wel verward met akkerkool (Lapsana communis). Deze kent echter een andere bladvorm met sterke bladbeharing en meer dan vijf lintbloemen.

## Habitat
Muursla groeit voornamelijk in bossen en struiken in halfschaduw tot schaduw. Het geeft de voorkeur aan matig voedselrijke grond. Het is niet zeldzaam, hoewel de frequentie sterk varieert van gebied tot gebied. De soort komt voor op vochtige, beschaduwde plekken, bijvoorbeeld in bossen, op muren en knotwilgen.

## Voorkomen
Oorspronkelijk was het verspreidingsgebied Europa - in het oosten tot de Kaukasus, in het noorden tot Noorwegen, in het zuiden tot Noord-Afrika. Het wordt nu ook gevonden in Noord-Amerika en Nieuw-Zeeland. 
De plant komt in grote delen van Europa algemeen voor. In Nederland is de plant vrij algemeen tot zeldzaam.

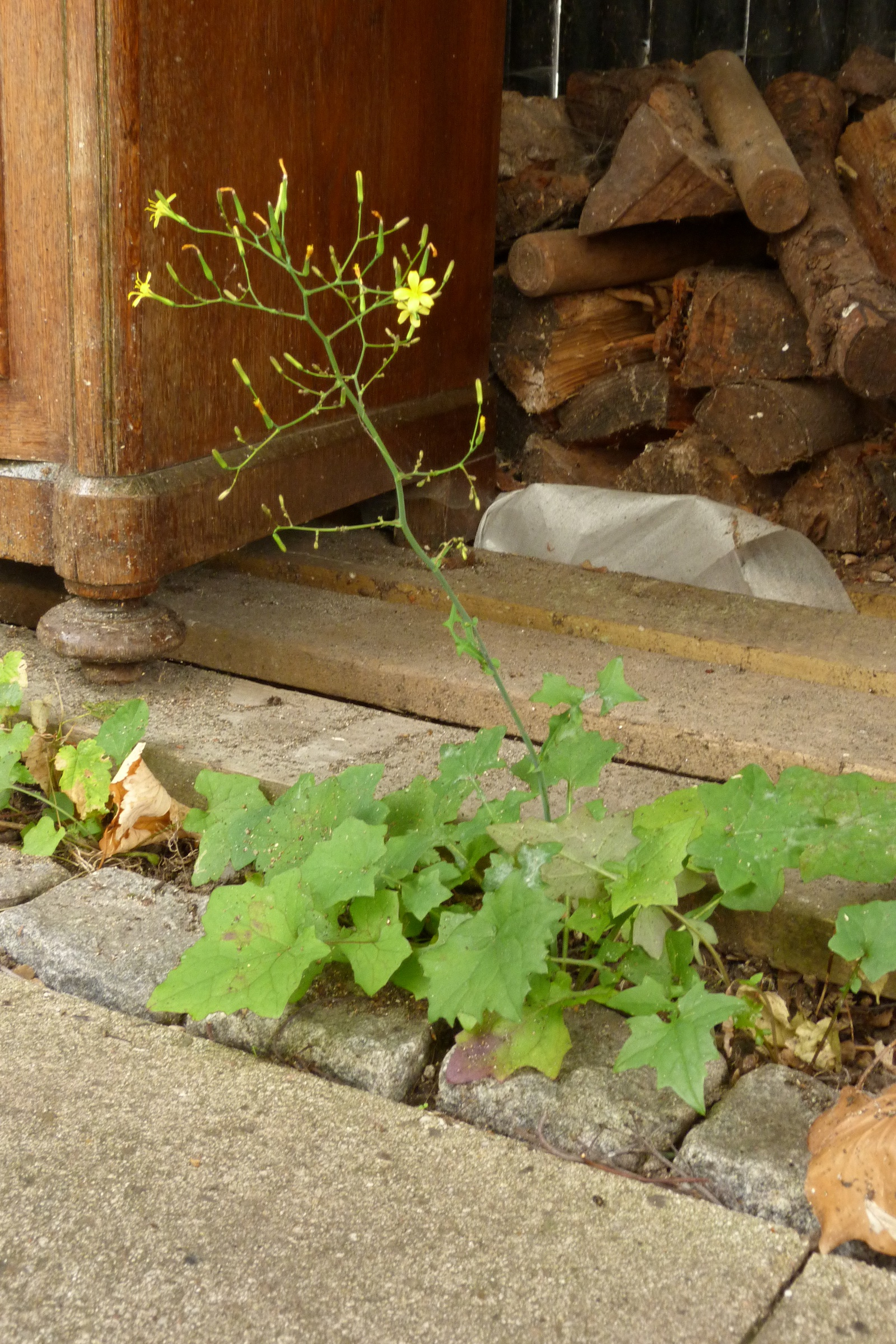
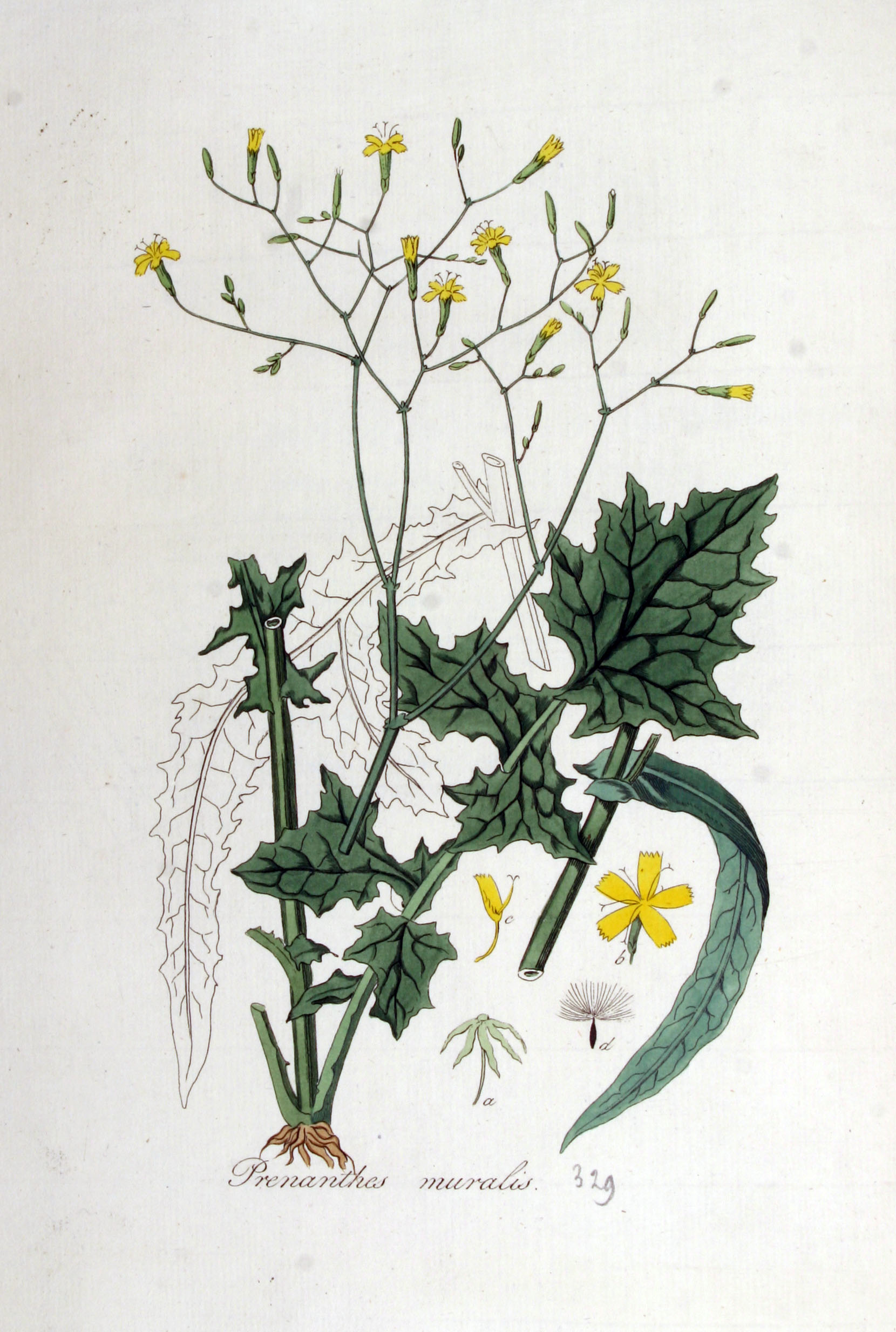